# Campionat del Món de Ral·lis Cross-Country 2014
La temporada de 2014 del Campionat del Món de Ral·lis Cross-Country, anomenat oficialment FIM Cross-Country Rallies World Championship, fou la 12a edició d'aquest campionat, organitzat per la FIM. El català Marc Coma va recuperar el títol després d'haver-lo perdut la temporada anterior a causa d'una lesió, assegurant el títol en l'última prova guanyant en el Ral·li de Marroc OiLybia.
Aquest any desapareix el campionat de motos de més de 450 cc.

## Proves
Font:
|   | Prova       | Dates                       | Guanyador motos                      | Guanyador quads           |
| - | ----------- | --------------------------- | ------------------------------------ | ------------------------- |
| 1 | 4-10 abril  | Abu Dhabi Desert Challenge  | Paulo Gonçalves (Honda)              | Rafal Sonik (Yamaha)      |
| 2 | 20-25 abril | Sealine Cross-Country Rally | Joan Barreda (Honda)                 | Mohammed Abu Issa (Honda) |
| 3 | 18-25 maig  | Rallye des Pharaons         | Juan Carlos Salvatierra (Speedbrain) | Rafal Sonik (Yamaha)      |
| 4 | 7-12 juny   | Sardegna Rally Race         | Alessandro Botturi (Husqvarna)       | Rafal Sonik (Yamaha)      |
| 5 | 21-20 agost | Ral·li dos Sertoes          | Marc Coma (KTM)                      | Robert Nahas (Honda)      |
| 6 | 3-9 octubre | OiLibya Rally               | Marc Coma (KTM)                      | Rafal Sonik (Yamaha)      |

## Classificació
| Posició | 1r | 2n | 3r | 4t | 5è | 6è | 7è | 8è | 9è | 10è | 11è | 12è | 13è | 14è | resta |
| Punts   | 20 | 17 | 15 | 13 | 11 | 10 | 9  | 8  | 7  | 6   | 5   | 4   | 3   | 2   | 1     |

- Els participants en el Ral·li del Marroc tenien 10 punts extres.

### Motos
| Pos | Pilot                   | Moto              | Punts |
| --- | ----------------------- | ----------------- | ----- |
| 1   | Marc Coma               | KTM               | 101   |
| 2   | Paulo Gonçalves         | Honda             | 71    |
| 3   | Joan Barreda            | Honda             | 68    |
| 4   | Hélder Rodrigues        | Honda             | 62    |
| 5   | Jordi Viladoms          | KTM               | 57    |
| 6   | Ruben Faria             | KTM               | 45    |
| 7   | Sam Sunderland          | KTM               | 37    |
| 8   | Jakub Piatek            | KTM               | 29    |
| 9   | Santosh Chunchungguppes | KTM               | 25    |
| 10  | Juan Carlos Salvatierra | Speedbrain / Beta | 21    |
| 16  | Juan Pedrero            | Sherco            | 17    |
| 18  | Laia Sanz               | Honda             | 16    |
| 19  | Gerard Farrés           | Gas Gas           | 15    |
| 62  | Armand Monleon          | KTM               | 8     |

### Quads
| Pos | Pilot               | Moto   | Punts |
| --- | ------------------- | ------ | ----- |
| 1   | Rafal Sonik         | Yamaha | 124   |
| 2   | Camelia Liparoti    | Yamaha | 49    |
| 3   | Eduardo Marcos      | Can Am | 44    |
| 4   | Mohammed Abu Issa   | Honda  | 35    |
| 5   | Covadonga Fernández | Can Am | 25    |
| 6   | Robert Nahas        | Honda  | 20    |
| 7   | Alexandre Jonchere  | Honda  | 17    |
| =   | Sergei Kariakin     | E ATV  | 17    |
| 9   | Antonio Rosa-Neto   | Yamaha | 15    |
| =   | Sthephan Martoud    | Honda  | 15    |
| =   | Antonio Dalla Valle | SMC    | 15    |